# Miguel Barrachina
Miguel Barrachina Ros, né le 30 janvier 1969, est un homme politique espagnol membre du Parti populaire (PP).
Il est élu député de la circonscription de Castellón lors des élections générales de décembre 2015.

## Biographie

### Vie privée
Il est marié et père de deux enfants.

### Profession
Miguel Barrachina Ros est licencié en sciences économiques et entrepreneuriales, spécialisé dans le secteur public. Il est économiste et agriculteur à temps partiel.

### Carrière politique
Il a été de 2002 à 2004 directeur général du ministère du Travail. Il a été premier vice-président de la députation de Castellón, député autonomique et conseiller municipal de Segorbe.
Le 14 mars 2004, il est élu député pour Castellón au Congrès des députés et réélu en 2008, 2015 et 2016.